# 4 × 100 meter stafett för herrar i friidrott vid olympiska sommarspelen 1992
4 x 100 meter stafett för herrar vid olympiska sommarspelen 1992 i Barcelona avgjordes 8 augusti. 

## Medaljörer
| Gren          | Guld                                                                             | Guld       | Silver                                                                                      | Silver | Brons                                                           | Brons |
| 4 x 100 meter | USA · Michael Marsh · Leroy Burrell · Dennis Mitchell · Carl Lewis · James Jett* | 37,40 (VR) | Nigeria · Oluyemi Kayode · Chidi Imoh · Olapade Adeniken · Davidson Ezinwa · Osmond Ezinwa* | 37,98  | Kuba · Andrés Simón · Joel Lamela · Joel Isasi · Jorge Aguilera | 38,00 |

## Resultat

### Final
- Hölls den 8 augusti 1992

| Placering | Nation          | Löpare                                                                      | Tid      |
| --------- | --------------- | --------------------------------------------------------------------------- | -------- |
|           | USA             | • Michael Marsh • Leroy Burrell • Dennis Mitchell • Carl Lewis              | 37,40 WR |
|           | Nigeria         | • Oluyemi Kayode • Chidi Imoh • Olapade Adeniken • Davidson Ezinwa          | 37,98    |
|           | Kuba            | • Andrés Simón • Joel Lamela • Joel Isasi • Jorge Aguilera                  | 38,00    |
| 4.        | Storbritannien  | • Marcus Adam • Tony Jarrett • John Regis • Linford Christie                | 38,08    |
| 5.        | OSS             | • Pavel Galkin • Edvin Ivanov • Andrej Fjodorev • Vitaliy Savin             | 38,17    |
| 6.        | Japan           | • Shinji Aoto • Hisatsugu Suzuki • Satoru Inoue • Tatsuo Sugimoto           | 38,77    |
| 7.        | Österrike       | • Christoph Pöstinger • Thomas Renner • Andreas Berger • Franz Ratzenberger | 39,30    |
| 8.        | Elfenbenskusten | • Frank Waota • Jean-Olivier Zirignon • Gilles Bogui • Ouattara Lagazane    | 39,31    |

### Semifinaler
- Heat 1

| Placering | Nation       | Löpare                                                                         | Tid   |
| --------- | ------------ | ------------------------------------------------------------------------------ | ----- |
| 1.        | USA          | • Michael Marsh • Leroy Burrell • Dennis Mitchell • Carl Lewis                 | 38,14 |
| 2.        | Kuba         | • Andrés Simón • Joel Lamela • Joel Isasi • Jorge Aguilera                     | 38.49 |
| 3.        | OSS          | • Pavel Galkin • Edvin Ivanov • Andrej Fjodorev • Vitalij Savin                | 38.69 |
| 4.        | Japan        | • Shinji Aoto • Hisatsugu Suzuki • Satoru Inoue • Tatsuo Sugimoto              | 38.81 |
| 5.        | Frankrike    | • Max Morinière • Daniel Sangouma • Gilles Quénéhervé • Bruno Marie-Rose       | 39.02 |
| 6.        | Ghana        | • John Myles-Mills • Eric Akogyiram • Emmanuel Tuffour • Samuel Nelson Boateng | 39.28 |
| 7.        | Sierra Leone | • Francis Keita • Denton Guy-Williams • Paul Parkinson • Sanusi Turay          | 40.46 |
| —         | Mexiko       | • Genaro Rojas • Eduardo Nava • Raymundo Escalante • Alejandro Cárdenas        | DSQ   |

- Heat 2

| Placering | Nation          | Löpare                                                                       | Tid   |
| --------- | --------------- | ---------------------------------------------------------------------------- | ----- |
| 1.        | Nigeria         | • Oluyemi Kayode • Chidi Imoh • Olapade Adeniken • Davidson Ezinwa           | 38,21 |
| 2.        | Storbritannien  | • Tony Jarrett • John Regis • Marcus Adam • Linford Christie                 | 38.64 |
| 3.        | Österrike       | • Christoph Pöstinger • Thomas Renner • Andreas Berger • Franz Ratzenberger  | 39.34 |
| 4.        | Elfenbenskusten | • Frank Waota • Jean-Olivier Zirignon • Gilles Bogui • Ouattara Lagazane     | 39.46 |
| 5.        | Spanien         | • Javier Arqués • Enrique Talavera • Juan Trapero • Sergio López Alpáñez     | 39.62 |
| 6.        | Thailand        | • Kriengkrai Nalom • Seksarn Boonrat • Niti Piyapan • Visut Watanasin        | 39.73 |
| 7.        | Togo            | • Kouami Aholou • Boevi Youlou Lawson • Kokou Franck Amegnigan • Kossi Akoto | 39.84 |
| —         | Kanada          | • Ben Johnson • Glenroy Gilbert • Atlee Mahorn • Bruny Surin                 | DNF   |